# 清昌寺
清昌寺（せいしょうじ）は、岐阜県多治見市笠原町にある臨済宗妙心寺派の寺院。山号は、白雲山。

## 歴史
元和2年（1616年）の創建である。
開基である笠原村の陶祖加藤治郎太夫が、窯業の繁栄と子孫の幸せを願って、虎渓山永保寺より白嶺清公を招き小庵を建て「白雲山 清昌寺」と称し、念持仏であった十一面観世音菩薩を祀って祈願したのが始まりである。
寛永年間、江戸幕府の寺院政策「本末制度」の徹底により、二世の星峰衣南は、天和元年（1681年）に本寺にあたる妻木村 光雲山崇禅寺の中興開山の清岩宗源から数えて六世の北隠宗秀を勧請開山として招き、正式に崇禅寺末（崇禅寺の隠居寺）となった。
享保2年（1717年）5月5日　北隠宗秀が示寂した。
元禄8年（1695年）、「土岐郡三十三所巡礼」の二十番に選ばれた。
宝暦4年（1754年）、五世の恭堂儀公の時、釣鐘の鐘銘の揮毫を、崇禅寺九世の理山宗菊に依頼した。
安政年間（1854～1859年）それまでに幾度か焼失したため、十世の琥巌宗珀が方丈・庫裡を再建した。
江戸時代の末期には、住職の留守を狙って境内の松や樹木・寺領の山竹林が荒らされたり田畑の年貢が未納であったり、年忌・仏事・追善供養の届け出も一向に無いなど酷く寺が荒れた状態が続いた。
文久2年（1862年）亡寺になることを危惧した本寺の崇禅寺は、洞組（現在の富士区）の檀家に厳しく言及した。洞組の檀家一同はひたすら謝り、以後は心得違いのないようにするのでご勘弁下さるようにと「御詫規定一札之事」という詫び状を入れたという事件もあった。
昭和5年(1930年)、鐘楼堂を建立した。
昭和17年(1942年)頃、戦時中に梵鐘を供出した。
昭和22年(1947年)6月、鐘楼堂を改修し梵鐘を新調した。鐘銘は名古屋徳源寺の萬密が揮毫したものである。
昭和34年(1959年)9月26日、伊勢湾台風により大きな杉の木が位牌堂に倒れ半壊。本堂の窓ガラスは全て割れ、法鼓が境内の外まで転がり、庫裡の屋根瓦が吹き飛ぶなど、甚大な被害を受けた。
昭和43年(1968年)、十七世の勝道普門は、檀信徒の愛山護法の信仰により本堂再建に着手し、2年有半の歳月と、当時の金額で4千万円ほどの浄財と特別志納を以て、本堂ならびに位牌堂を再建し、書院と回廊を新設。さらに、庭園「月清園」や境内の造園の美を整えて、清昌寺の景観を全く一新した。
昭和45年(1970年)10月10日、上記完成。大本山妙心寺637世管長の、梶浦逸外を導師に拝請し、落慶式を厳修した。
昭和51年(1976年)4月、本堂前に大悲観音像（永代合祀塔）を建立。十八世の宏洲宗勤の副住職晋山式を執行した。
昭和56年(1981年)　白雲の森広場に六角観音堂を新築。水子観音、人形塚を建立した。
昭和57年(1982年)　白嶺庵を改築した。
昭和58年(1983年)12月、本堂正面入り口の改築。本玄関ならびに圓通閣大方玄関を新築落慶式を行った。
昭和61年(1986年)、歴代塔、三十三観音の整備を行った。
平成3年(1991年)4月先代七回忌の折、隠寮を新築した。
平成11年(1999年)11月、研修道場「普門閣」を新築し、半跏地蔵菩薩を修復した。
平成15年(2003年)　道路の開通と共に、第二駐車場を完備。笠原交番の建設にあたり、その土地に鎮座していた五輪塔を清昌寺に移設した。
平成21年(2009年)春、山門を建立した。
平成24年(2012年)暮れ、本堂の屋根瓦を本葺き瓦に修復。位牌堂床板修復。山号額を修復した。
平成26年(2014年)4月5日　十九世の元堂全和の晋山式が執行され、虎渓山永保寺 萬仭軒 田中義峰老大師を招き、諸堂落慶法要を厳修した。
令和5年(2023年)10月14日～16日　秘仏の十一面観音菩薩の御開扉法要を厳修し、鐘楼堂移設落慶法要を厳修した。

## 文化財

### 多治見市指定文化財
- 紙本著色涅槃図

## 年中行事
- 1月　年頭初参り  大般若祈祷会
- 2月　涅槃会
- 3月　春彼岸
- 4月　降誕会・灌仏会、弘法さま、 花祭りと人形供養
- 6月　わら馬作り
- 7月　詠道部大掃除 棚行 施餓鬼会（盆施餓鬼会（おせがき））
- 8月　盆棚経
- 9月　秋彼岸
- 10月　地蔵盆供養 観音まつり
- 11月　白雲会研修旅行
- 12月　成道会 除夜禅道会

## アクセス
- 東海環状自動車道 土岐南多治見インターチェンジより約10分
- 東海環状自動車道 せと品野インターチェンジより約10分
- 中央自動車道 多治見インターチェンジより約25分
- JR中央本線 多治見駅から東濃鉄道バス+徒歩約28分